# Фёдоров, Валерий Анатольевич
Валерий Анатольевич Фёдоров (род. 6 января 1948) — советский хоккеист, нападающий.

## Биография
На юношеском уровне играл за «Динамо» Москва и «Крылья Советов». За «Крылья Советов» провёл пять сезонов в классе «А» (1966/67 — 1970/71). В сезонах 1971/72 — 1972/73 выступал в первой лиге за СКА МВО Калинин.
Победитель первого международного турнира юниоров (1967).